# Zita Kabátová
Zita Kabátová (27. april 1913 – 27. maj 2012) var en tjekkisk skuespillerinde.
Kabátová blev født i Prag, Østrig-Ungarn, i en kunstnerfamilie. Hendes, far var også skuespiller, og skrev stykker til dukketeater. Hendes onkel, Josef Šváb-Malostranský, var ligeledes en kendt filmskuespiller, og kabaretsanger fra byen.
Kabátová var gift med atleten Jiří Zavřel, som repræsenterede Tjekkoslovakiet under OL. I en alder af 44, fødte hun deres søn,  George (Jiří), som nu bor i USA. Kabátová levede i Motal i 2005, og frem til hendes død.
På tidspunktet før sin død i 2012, var Zita Kabátová den ældste nulevende tjekkiske filmskuespiller og den eneste som, har arbejdet under Anden verdenskrig. Hun fik sin første rolle i 1936 og har siden medvirket i over 60 film. Udover hendes filmarbejde, optrådte hun også på scenen, især på Oldřich Nový-teatret (aka Det Nye Teater), og har også skrevet en selvbiografi.